# Río Clearwater (Idaho)

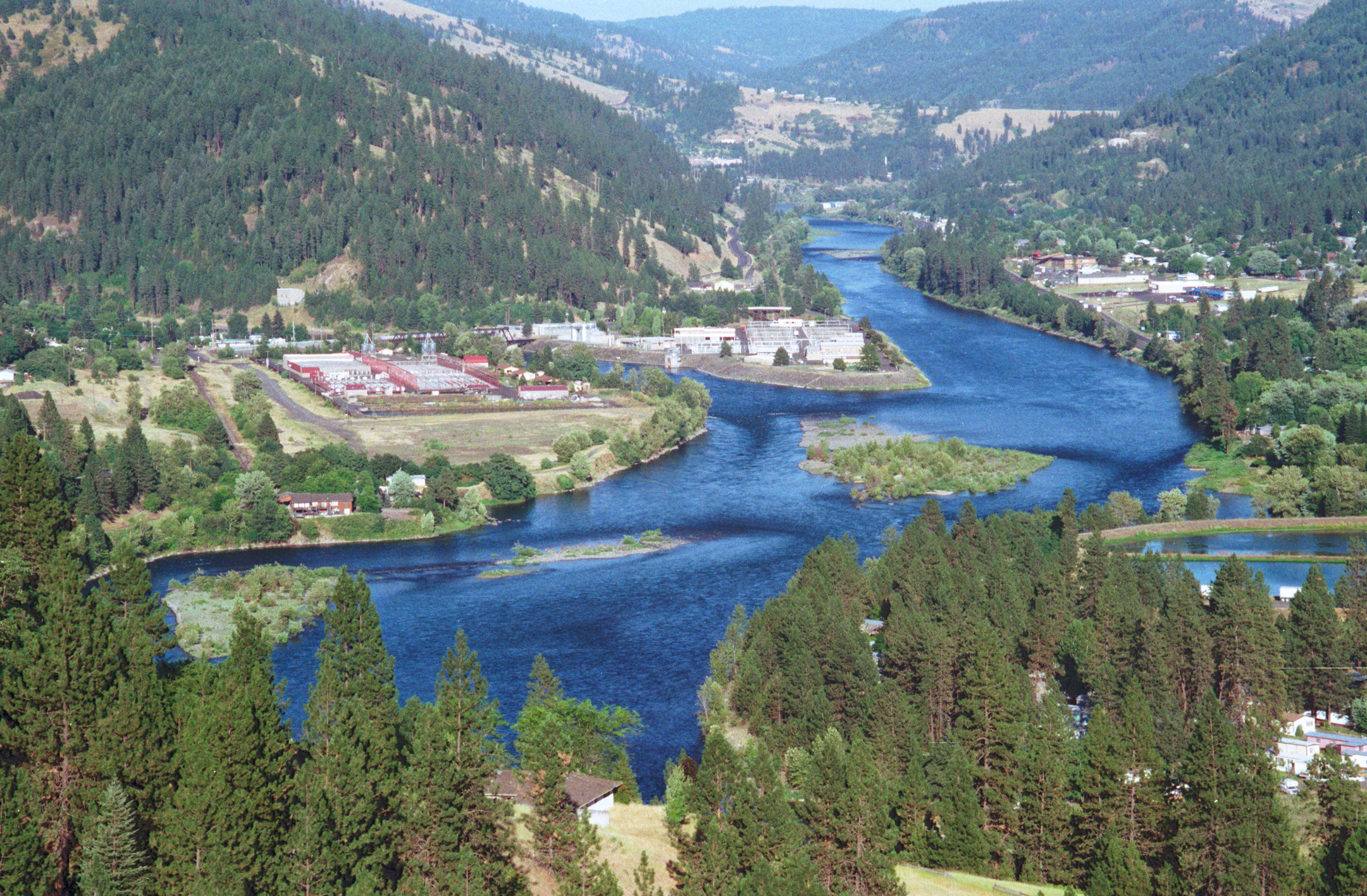
El río Clearwater cerca de Orofino

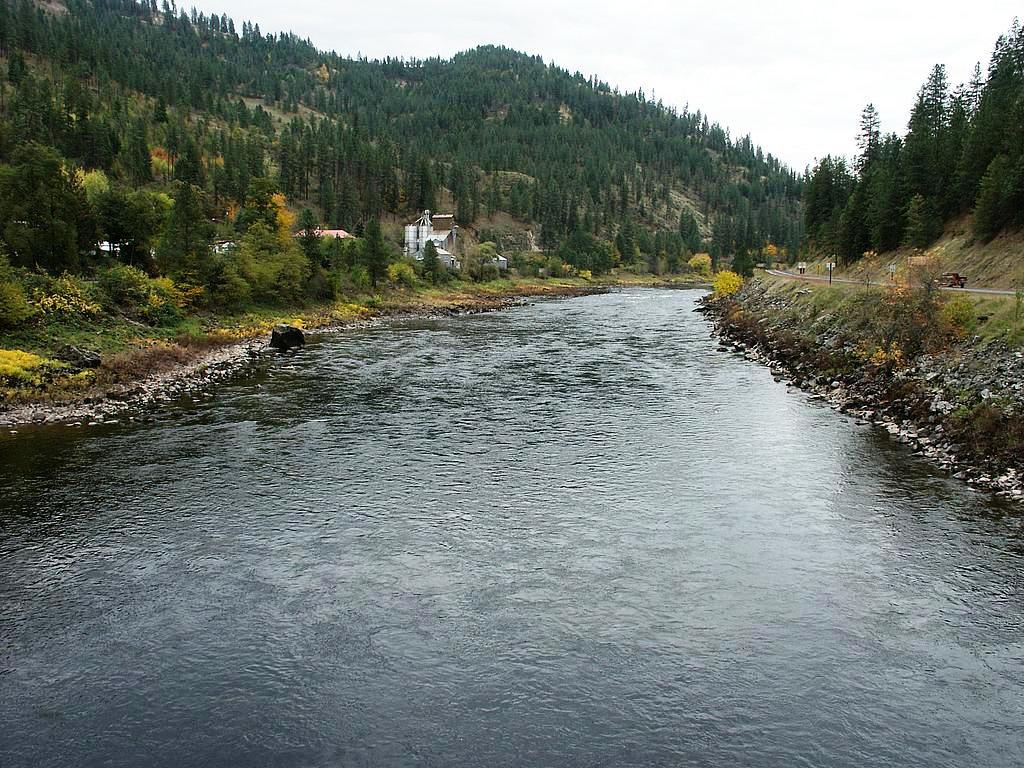
El río Clearwater cerca Greer Ferry

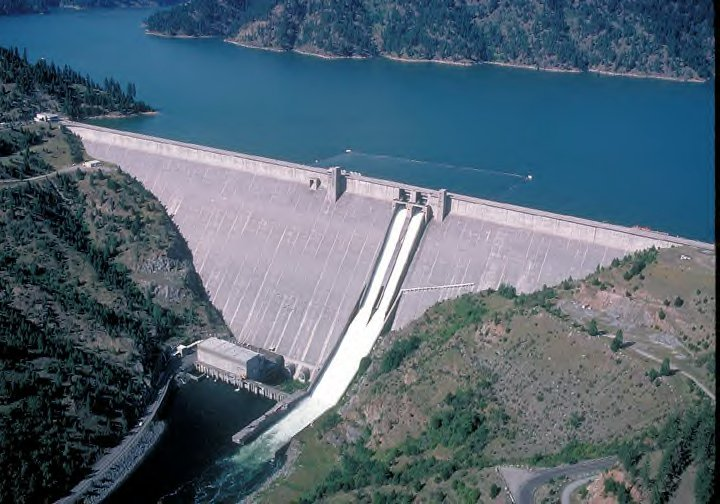
El embalse Dworshak

El río Clearwater (en inglés: Clearwater River, que significa «río de aguas claras») es un río del noroeste de los Estados Unidos, el principal afluente del río Snake. Tiene una longitud de 119 km, pero con una de sus fuentes (el ramal Medio del Clearwater, Middle Fork Clearwater River, de 158 km más los 193 km del río Selway), alcanza los 470 km. Drena una cuenca de 24.980 km² (algo menor que países como Macedonia del Norte y Ruanda) en la vertiente occidental de las montañas Bitterroot —una de las estribaciones de las Montañas Rocosas—, y tiene una descarga media de 430 m³/s.
Históricamente, el río Clearwater fue muy importante en la expansión hacia el Oeste de Estados Unidos, ya que en octubre de 1805, la Expedición de Lewis y Clark descendió por él (por el ramal del río Lochsa) en canoas, estableciendo el «Canoe Camp» (campamento de la canoa), cinco millas (8 km) aguas abajo de Orofino. En el viaje de regreso el cuerpo expedicionario también remonto el río. 
Administrativamente, el río discurre íntegramente por el estado de Idaho, por su parte centro norte.

## Geografía
El río Clearwater nace en la parte norte del estado de Idaho, en el condado homónimo de Idaho, dentro de la Reserva India de Nez Perce («Nez Perce Indian Reservation»). El río nace nominalmente en la localidad de Kooskia (675 hab.), en la confluencia del ramal Sur («South Fork Clearwater River») y del ramal Medio («Middle Fork Clearwater River»). El río se dirige hacia el Norte, pasando por el Parque Histórico Nacional Nez Perce, justo antes de llegar a Kamiah (1.160 hab.). A partir de aquí, el río forma durante un tramo la frontera natural entre condados, primero entre Idaho (oeste) y Lewis (este) y luego, un corto tramo, entre Idaho y Clearwater. Entra a continuación en el condado Clearwater y sigue hacia el Noroeste hasta llegar a Orofino (3.247 hab.) y Ahsahka, donde recibe por la derecha, procedente del norte, las aguas de su otro ramal, el ramal Norte («North Fork Clearwater River»). 
Aquí el río vira hacia el Oeste, entrando en el condado de Nez Perce, pasando por las pequeñas localidades de Big George, Lenore, Cherrylane, Myrtie, Arrow y Spalding, donde recibe por la izquierda las aguas del arroyo Lapwai, donde está otra de las secciones del Parque Histórico Nacional Nez Perce. Tras pasar por North Lapwai llega a su tramo final, saliendo de la reserva India y llegando a Lewiston (30.904 hab.), justo en la frontera con el estado de Washington, donde desagua por la derecha en el río Snake.
Durante todo el curso del río, el valle es aprovechado por la US Higway 12. 

### Afluentes
El río Clearwater —que estrictamente comprende el tramo desde el oeste de Orofino hasta la desembocadura en Lewiston en el río Snake— está formado por la unión de varios ramales: 
- río Ramal Norte del Clearwater («North Fork Clearwater River»), un río de 217 km de longitud que discurre por el condado de Clearwater y tiene su fuente cerca del pico Illinois («Illinois Peak»), al oeste de Orofino (46°29′59″N 116°19′49″O / 46.49972, -116.33028);

- río Pequeño Ramal Norte del Clearwater («Little North Fork Clearwater River»), un río que discurre por los el condado de Shoshone y el de Clearwater y tiene su cabecera en el centro-sur del condado Shoshone, uniéndose al Ramal Norte en el embalse Dworshak;

- río Ramal Medio del Clearwater («Middle Fork Clearwater River»), un río de 158 km que discurre por el condado de Idaho, y que se forma por la confluencia del río Selway (de 193 km de longitud) y el río Lochsa (de 113 km de longitud) en Lowell (46°08′43″N 115°58′56″O / 46.14528, -115.98222);
- río Ramal Sur del Clearwater («South Fork Clearwater River»), un río que discurre por el condado de Idaho, y que tiene su cabecera cerca de Red River Hot Springs y corre hasta Kooskia, en la confluencia con el Ramal Medio (46°08′44″N 115°58′56″O / 46.14556, -115.98222);

- río Pequeño Clearwater («Little Clearwater River»), un río que discurre por el condado de Idaho, y que tiene su cabecera cerca de la montaña Three Prong («Three Prong Mountain») y llega hasta la montaña Spot («Spot Mountain») (45°45′11″N 114°46′31″O / 45.75306, -114.77528);

El Ramal Medio del Clearwater, junto con los ríos Selway y Lochsa fue declarado en 1968 como «National Wild and Scenic River». El tramo tiene 185 millas, 54 consideradas salvajes (wild) y 131 millas recrecionales: en el ramal medio, desde Kooskia hasta Lowell; en el Lochsa, desde su confluencia con el Selway en Lowell (formando el ramal Medio) hasta la estación Powell Ranger; y el Selway, desde Lowell hasta su fuente.

### Embalses
El embalse Dworshak es el único gran lago (embalse) en el sistema de Clearwater, creado a partir de la presa Dworshak, terminada a principios de 1970. La presa Dworshak se encuentra en el ramal Norte, justo al noroeste de Orofino. No hay escalas de peces y la presa bloquea el paso del salmón y la trucha arco iris.

## Historia
La frontera entre los estados de Washington y Idaho fue definida como el meridiano que corre hacia el norte desde la confluencia de los río Clearwater y Snake. A pesar de que esta frontera es a menudo citada como el meridiano 117° de longitud oeste, la frontera está un poco más al oeste (menos de 2 millas) de ese meridiano 117°.
La Expedición de Lewis y Clark, en octubre de 1805, descendión en canoas por el río en su camino hacia el Pacífico. Siguieron primero el río Lochsa, luego el ramal Medio y finalmente alcanzaron el Clearwater, por el que llegaron hasta el río Snake, que también descendieron en canoas.
La expedición estableció en su orillas el «Canoe Camp» (campamento de la canoa), cinco millas (8 km) aguas abajo de Orofino. En el viaje de regreso el cuerpo expedicionario hizo el mismo trayecto, solo que aguas arriba.